# 하타케야마 스즈카
하타케야마 스즈카(일본어: 畠山鈴香, 1973년 - )는 일본의 연쇄 살인자이다. 일본에서는 하타케야마가 일으킨 사건을 아키타 어린이 연쇄 살해사건(ja)이라 부르고 있다.

## 인물
TV 아사히의 수퍼 모닝(ja)에 보도된 하타케야마의 고등학교 졸업 문집에 실린 동급생들의 메시지에는 하타케야마를 저주하고 욕하는 코멘트가 가득했다. 이가 하타케야마 본인의 문제에 기인한 것인지, 일종의 이지메였는지는 알 수 없으나, 이러한 음습한 환경이 하타케야마에게 어떠한 영향을 미쳤을 것은 틀림없다.

## 연쇄 살인
2006년 4월 9일, 하타케야마는 단순히 보기 싫다는 이유로 자신의 친딸인 아야카(彩香, 당시 9)를 자택에서 몇 km 떨어진 다리로 데려가 강에 밀어 떨어뜨려 살해한다. 아야카의 사체는 몇km를 더 떠내려가 발견되었으나, 경찰은 사고사로 결론짓고 특별한 수사를 하지 않았다. 이에 대해 하타케야마는 아야카가 사고로 죽은 것이 아니라 살해당했다고 주장하며 재수사를 요구하고 심적 고통을 호소하는 등, 피해자인 척 연기했다.
아야카 살해로부터 약 1개월 뒤인 5월 17일, 자신이 혐의를 받고 있는 것을 인지한 하타케야마는 수사에 혼선을 빚게 할 목적으로 이웃에 사는 요네야마 고켄(米山豪憲, 당시 7)을 살해했다.

## 체포 및 처벌
하타케야마는 두 번째 범행으로부터 약 2주 뒤인 6월 4일 체포되었다. 이는 하타케야마의 알리바이며 진술이 일관성이 없고 오락가락하는 점을 경찰이 간파했기에 가능했다.
하타케야마는 요네야마의 살해만을 인정하고 아야카의 살해를 부인했으나, 2008년 3월 19일, 아키타 지방법원은 하타케야마에게 무기징역을 선고했다. 검찰측, 변호인측 모두 항소했으나 2009년 3월 25일, 아키타 고등법원은 양쪽의 항소를 모두 기각하고 1심의 선고인 무기징역을 확정했다.,
이어 4월, 검찰측, 변호인측 모두 상고를 포기하려 했으나, 하타케야마 본인이 상고에 대한 의사를 밝혀와 상고가 이뤄지게 되었다. 참고로 검찰측은 사형을, 변호인측은 유기징역을 구형해 왔으나, 검찰측의 상고 포기로 사형이 선고될 확률은 사라졌다.